# Mongolia na Zimowych Igrzyskach Olimpijskich 2014
Mongolia na Zimowych Igrzyskach Olimpijskich 2014 – kadra sportowców reprezentujących Mongolię na igrzyskach w 2014 roku w Soczi. Kadra liczyła 2 sportowców.

## Skład reprezentacji

### Biegi narciarskie

#### Mężczyźni
- Boldyn Bjambdordż

| Konkurencja                         | Zawodnik          | Finały  | Finały  |
| Konkurencja                         | Zawodnik          | Czas    | Miejsce |
| ----------------------------------- | ----------------- | ------- | ------- |
| Bieg indywidualny stylem klasycznym | Boldyn Bjambdordż | 48:29.6 | 80.     |

#### Kobiety
- Czinbatyn Otgonceceg

| Konkurencja                         | Zawodniczka          | Finały  | Finały  |
| Konkurencja                         | Zawodniczka          | Czas    | Miejsce |
| ----------------------------------- | -------------------- | ------- | ------- |
| Bieg indywidualny stylem klasycznym | Czinbatyn Otgonceceg | 38:43.1 | 70.     |